# Microlicia sincorensis
Microlicia sincorensis är en tvåhjärtbladig växtart som beskrevs av Carl Friedrich Philipp von Martius. Microlicia sincorensis ingår i släktet Microlicia och familjen Melastomataceae. Inga underarter finns listade i Catalogue of Life.